# Pinsans de Darwin
Els pinsans de Darwin (o pinsans de les Galápagos) són un conjunt de 13 o 14 espècies de pinsans, de diferents gèneres, descrites per primera vegada per Charles Darwin durant el seu viatge a bord del Beagle. 13 espècies són de les illes Galápagos i una de l'illa del Coco (Costa Rica) i totes elles pertanyen a la família molt més extensa dels emberízids (Emberizidae).
Sovint es creu que les diferències entre aquests pinsans tingueren un paper determinant en la formulació de la teoria de l'evolució per selecció natural; nogensmenys, els escrits de Darwin indiquen que no fou realment així. Darwin no creia que fossin espècies amb una relació propera entre elles i, de fet, pensà que moltes d'elles no eren ni tan sols pinsans. El terme «pinsà de Darwin» aparegué per primera vegada el 1936 i després es popularitzà ràpidament amb els treballs de David Lack, qui els estudià per primera vegada en detall. Posteriorment, durant la dècada de 1970, Peter Grant i Rosemary Grant realitzaren estudis exhaustius i detallats, seguint milers d'individus durant diverses generacions i mostrant com les diferents espècies de pinsans havien anat canviant en resposta als canvis ambientals.

## Diversificació i especialització dels pinsans de Darwin
Malgrat l'equívoca suposició de què aquests pinsans tingueren un paper fonamental en els treballs de Darwin, el cert és que constitueixen un conjunt extremadament important com a exemple de diversificació i especialització a partir d'un avantpassat comú (que es considera relativament recent).
Cada espècie individual s'alimenta d'una forma particular i considerablement especialitzada: algunes s'alimenten de llavors, altres s'alimenten d'insectes, altres s'han especialitzat a alimentar-se de les paparres paràsites de les tortugues, altres mengen fulles o flors, altres beuen sang de diverses aus i, fins i tot, dues espècies utilitzen branques petites o espines de cactus per extreure larves d'insectes dels forats dels arbres. Morfològicament aquesta diversificació és també evident en la forma dels becs, des del gran bec triturador del gran pinsà terrestre, fins al bec furgador i esmolat del pinsà cantaire.
Tots els pinsans de Darwin tenen la mida aproximada d'un pardal. En la majoria d'espècies el plomatge dels mascles adults és quasi negre, amb petites clapes de gris, marró, negre o verd olivaci, mentre que les femelles i els joves són de color més pàl·lid. Les ales i les cues són sempre curtes i arrodonides.

## Taxonomia
- Gènere Geospiza:
  - Geospiza conirostris (Gran pinsà de cactus)
  - Geospiza difficilis (Pinsà terrestre de bec esmolat)
    - Geospiza difficilis septentrionalis (Pinsà vampir)

  - Geospiza fortis (Pinsà terrestre mitjà)
  - Geospiza fuliginosa (Petit pinsà terrestre)
  - Geospiza magnirostris (Gran pinsà terrestre)
  - Geospiza scandens (Pinsà de cactus)
- Gènere Camarhynchus:
  - Camarhynchus crassirostris o Platyspiza crassirostris (Pinsà vegetarià)
  - Camarhynchus psittacula (Gran pinsà arbori)
  - Camarhynchus pauper (Pinsà arbori mitjà)
  - Camarhynchus parvulus (Petit pinsà arbori)
  - Camarhynchus pallidus (Pinsà picot)
  - Camarhynchus heliobates (Pinsà de manglar)
- Gènere Certhidea:
  - Certhidea olivacea (El trinador)
- Gènere Pinaroloxias:
  - Pinaroloxias inornata (Pinsà de l'illa de Cocos)